# 広瀬バイパス
広瀬バイパス（ひろせバイパス）は、宮崎東環状道路（地域高規格道路）のうち、宮崎県宮崎市佐土原町下那珂から同市東上那珂に至る延長約4 kmの国道219号のバイパス道路である。2020年3月21日開通。

## 概要
- 道路規格 : 第3種第1級
- 設計速度 : 80 km/h
- 車線数 : 4車線（暫定2車線）

## インターチェンジなど
- 佐土原町下那珂（一ツ葉道路（宮崎東環状道路））
- 佐土原町下那珂（住吉道路（宮崎環状道路）：予定）
- 佐土原町東上那珂（春田バイパス（宮崎東環状道路））

## 参考
- 再評価結果（平成24年度事業継続箇所）事業名・一般国道219号 広瀬バイパス (PDF)  - 国土交通省道路局国道・防災課